# مرض وعائي
مرض وعائي (بالإنجليزية: Vascular disease) هو شكل من أشكال الأمراض القلبية الوعائية، التي تصيب الأوعية الدموية بشكل رئيسي.
بعض الحالات مثل الذبحة الصدرية ومرض القلب التاجي، يمكن اعتبارهم كمرض وعائي أو مرض من أمراض القلب.
يعتبر التدخين من أهم عوامل الخطر الرئيسية للإصابة بالأمراض الوعائية. 

## أمثلة لبعض الأمراض الوعائية
- تمدد الأوعية الدموية (بالإنجليزية: Aneurysm)
- تصلب شرياني (بالإنجليزية: Arteriosclerosis)
- تصلب شريني (بالإنجليزية: Arteriolosclerosis)
- تصلب عصيدي (بالإنجليزية: Atherosclerosis)
- تصلب الشرايين الدموية (بالإنجليزية: Atheroma)
- متلازمة تسارع معدل ضربات القلب الموضعي الانتصابي (بالإنجليزية: Postural orthostatic tachycardia syndrome)
- متلازمة الشريان المساريقي العلوي (بالإنجليزية: Superior mesenteric artery syndrome)
- متلازمة سوساك (بالإنجليزية: Susac's syndrome)
- التهاب الشرايين تاكاياسو (بالإنجليزية: Takayasu's arteritis)
- دوالي الخصية (بالإنجليزية: Varicocele)
- متلازمة لويز- ديتز (بالإنجليزية: Loeys–Dietz syndrome)
- داء كاواساكي (بالإنجليزية: Kawasaki disease)
- فرط ضغط الدم (بالإنجليزية: Hypertension)
- انخفاض ضغط الدم (بالإنجليزية: Hypotension)
- هبوط الضغط الإنتصابي (بالإنجليزية: Orthostatic hypotension)
- عرج متقطع (بالإنجليزية: Intermittent claudication)
- تضيق الشريان السباتي (بالإنجليزية: Carotid artery stenosis)
- مرض بورجر (بالإنجليزية: Thromboangiitis obliterans)
- كثرة الحطاطات الضمورية الخبيثة (بالإنجليزية: Degos disease)
- اعتلال الأعصاب السكري (بالإنجليزية: Diabetic nephropathy)
- التهاب الوريد (بالإنجليزية: Phlebitis)
- الجلطة الدماغية (بالإنجليزية: Stroke)
- نوبة نقص تروية عابرة (بالإنجليزية: Transient ischemic attack)